# Mezzettia
Mezzettia Becc. – rodzaj roślin z rodziny flaszowcowatych (Annonaceae Juss.). Według The Plant List w obrębie tego rodzaju znajdują się 4 gatunki. Występuje naturalnie w klimacie tropikalnym Azji Południowo-Wschodniej, na obszarze od zachodniej części Malezji po Moluki. Gatunkiem typowym jest M. umbellata Becc.

## Morfologia
PokrójZimozielone małe drzewa.
LiścieNaprzemianległe, pojedyncze, całobrzegie.
KwiatyPromieniste, obupłciowe, zebrane w małe pęczki, niekiedy w formie baldachu, rozwijają się w kątach pędów. Mają 3 wolne działki kielicha. Płatków jest 6, ułożonych w dwóch okółkach, są wolne, różniące się od siebie, zewnętrzne są większe od wewnętrznych. Kwiaty mają 9–15 wolnych pręcików. Zalążnia jest górna, złożona z owocolistków zawierających po dwie komory.
OwoceZebrane w owoc zbiorowy. Każdy ma po dwa nasiona.

## Systematyka
Pozycja według APweb (aktualizowany system APG III z 2009)
Rodzaj wraz z całą rodziną flaszowcowatych w ramach rzędu magnoliowców wchodzi w skład jednej ze starszych linii rozwojowych okrytonasiennych określanych jako klad magnoliowych.
Lista gatunków
- Mezzettia havilandii (Boerl.) Ridl.
- Mezzettia macrocarpa Heyden & Kessler
- Mezzettia parviflora Becc.
- Mezzettia umbellata Becc.